# Djævelens advokat (film fra 1997)
 For alternative betydninger, se Djævelens advokat (flertydig). (Se også artikler, som begynder med Djævelens advokat)
Djævelens advokat er en amerikansk thriller fra 1997 baseret på Andrew Neiderman roman af samme navn. Den er instrueret af Taylor Hackford, og har Keanu Reeves, Al Pacino og Charlize Theron i hovedrollerne.

## Medvirkende
- Keanu Reeves som Kevin Lomax
- Al Pacino som John Milton/Satan
- Charlize Theron som Mary Ann Lomax
- Jeffrey Jones som Eddie Barzoon
- Judith Ivey som Alice Lomax
- Connie Nielsen som Christabella Andreoli
- Craig T. Nelson som Alexander Cullen
- Heather Matarazzo som Barbara
- Tamara Tunie som Jackie Heath
- Ruben Santiago-Hudson som Leamon Heath
- Debra Monk som Pam Garrety
- Vyto Ruginis som Mitch Weaver, Justice Dept.
- Laura Harrington som Melissa Black
- Pamela Gray som Diana Barzoon
- George Wyner som Meisel
- Don King som sig selv
- Roy Jones, Jr. som sig selv (ikke krediteret)
- Delroy Lindo som Phillipe Moyez (ikke krediteret)
- Chris Bauer som Lloyd Gettys